# Donna Weinbrecht
Donna Weinbrecht (n. 23 aprilie 1965, Hoboken, New Jersey, SUA) este o sportivă ce a reprezentat Statele Unite ale Americii, medaliată olimpică. A participat la 3 ediții ale Jocurilor Olimpice (1992, 1994, 1998) în care a câștigat o medalie de aur.